# Epioblasma lewisii
Epioblasma lewisii foi uma espécie de bivalve da família Unionidae. Foi endémica dos Estados Unidos da América.  O seu habitat natural foi rios. Foi extinto devido à perda de habitat.